# Herminia Mas
Herminia Mas (n. Hurtado, España; 1898 - f. Buenos Aires, Argentina; 10 de abril de 1954) fue una actriz de reparto española que hizo parte de su carrera en Argentina. Su hermana fue la también actriz Paquita Mas.

## Carrera
Nacida en España, fue una excelente actriz de carácter que debutó en su tierra en 1923, en el filme Las entrañas de Madrid. Escapando de la Guerra Civil Española viajó a Argentina en 1936, donde además de desarrollar una carrera teatral actuó en una decena de filmes junto a primerísimas figuras de la escena nacional como Delia Garcés, Susana Freyre, Ana Arneodo, Narciso Ibáñez Menta, Alita Román, Enrique Álvarez Diosdado María Rosa Gallo, Perla Mux, Lilian Valmar, entre otras.

## Filmografía
Actuó como intérprete en las siguientes películas:
- 1923: Las entrañas de Madrid
- 1940: Confesión
- 1941: Canción de cuna
- 1943: Su hermana menor
- 1943: Los ojos más lindos del mundo
- 1944: Veinticuatro horas en la vida de una mujer
- 1946: Camino del infierno
- 1946: El gran amor de Bécquer
- 1947: La copla de la Dolores
- 1949: Un pecado por mes
- 1950: La muerte está mintiendo[5]

## Teatro
En España en 1923 se destacó en una popular obra del eminente dramaturgo Felipe Sassonc, con la "Compañía de María Palou"  junto a Dora Vila. En 1928 y con la Compañía Sánchez - Ariño hace la obra La más fuerte. En la década del '30 pasa a integrar la "Compañía Barrón - Galache", donde hace varias funciones en Murcia en el Teatro Coliseo. En el Teatro de la Zarzuela estrenó en enero de 1933 la farsa cómico-melodramática en un prólogo y tres actos titulada Los hijos de la noche. También hace una corta gira catalana con la "Compañía Clásica de Arte Moderno" dirigida por la primera actriz española Isabel Barrón.
Otra de las importantes compañías teatrales que conformó fue la de la "Compañía Española de Comedias de Teresa Silva y Antonio Martelo", donde protagonizó una parodia musical de José Echegaray llamado Un drama de Echegaray... ¡Ay!.
Junto a la célebre Lola Membrives actúa en la comedia en tres actos, Ventolera, de Serafín y Joaquín Álvarez Quintero, junto con Teresita Silva, Antonio Martelo, Félix Defraude y María Antonieta Tejedor, entre otros.
Entre otras de las obras que hizo están:
- Los restos (1935), en el Teatro Barcelona (España), junto con Aurora Redondo, Rafaela Rodríguez, Isabel Redondo, Consuelo Nieva, Valeriano León y Julio Pérez Ávila.
- Sinfonía Inacabada (1940), de Leonor Casona, estrenada en el Teatro Solís en Montevideo, Uruguay. En el reparto también estaban Amelia de la Torre, Matilde Rivera, Cándida Losada, Luz Barrilaro, María Ramos, Antonia Calderón  y Carmen Villalba.
- La infanzona (1945) de Jacinto Benavente, con la Compañía Membrives, en la que estaban su hermana Paquita.
- Doña Próspera (1945), de Titania, comedia en tres actos, estrenada en Buenos Aires.

Herminia Mas fue una apasionada por su vocación y, sobre todo, por su país. Durante una entrevista realizada en Madrid en 1933 supo decir:

"El propósito artístico más grande de mi vida es llegar a ser algo... Aunque fuera una cosa muy chica, y que el público de este resimpático Madrid (no es coba) no me dejase ir".

## Fallecimiento
Herminia Mas falleció el 10 de abril de 1954 luego de una larga dolencia, exactamente el mismo día que otro grande del cine y teatro nacional, Carlos Bellucci.